# Северо-Западный институт управления
Се́веро-За́падный институ́т управле́ния — филиал Российской академии народного хозяйства и государственной службы при Президенте Российской Федерации — высшее учебное заведение в Санкт-Петербурге.

## История

### СССР

#### Всесоюзный коммунистический сельскохозяйственный университет имени И. В. Сталина
В 1918 году иногородним отделом Союза коммун Северной области, с целью подготовки из петроградских и иногородних рабочих, партийных и советских работников агитаторов, на основе краткосрочных курсов агитаторов в Петрограде была создана трёхмесячная инструкторская школа, получившая название Крестьянский университет, а с 1919 года — Рабоче-крестьянский университет имени Г. Е. Зиновьева. В составе университета был создан отдел советской милиции, где адвокаты, криминалисты, криминологи и юристы старой школы готовили первых советских сыщиков. 
В 1921 году в соответствии с постановлением X съезда РКП(б) и Главполитпросвета Рабоче-крестьянский университет имени Г. Е. Зиновьева стал высшей партийной школой в ведение Губполитпросвета, на которую была возложена «подготовка рабочих и крестьян для работы в области теории и практики коммунизма». В 1922 году при ней был создан научно-исследовательский институт для осуществления научно-исследовательской работы по всем направлениям общественных наук и подготовки кадров научных работников. К 1927 году в составе Ленинградского коммунистического университета имени Г. Е. Зиновьева находились трёхгодичный Коммунистический университет, двухгодичные Вечерний коммунистический университет и Заочный коммунистический университет и полуторогодичный Воскресный коммунистический университет (вечерний комсомольский). 
В мае 1930 года учебное заведение было переименовано во Всесоюзный коммунистический университет имени И. В. Сталина и перешло в ведение Комитета по заведованию учеными и учебными заведениями ЦИК СССР, с 1933 года в ведение Главполитпросвета. Находился по адресу: улица Воинова, 47 (Таврический дворец).
В сентябре 1932 года университет преобразован в Высшую партийную сельскохозяйственную школу имени И. В. Сталина и перешёл в ведение Комитета по руководству высшими сельскохозяйственными школами при ЦК ВКП(б) и ЦИК СССР.
В 1934 году высшее учебное заведение было награждено орденом Ленина.
В июне 1937 года Всесоюзный коммунистический сельскохозяйственный университет имени И. В. Сталина был закрыт.
В разное время лекторами и преподавателями университета были В. А. Быстрянский, В. Володарский, А. В. Луначарский, В. И. Невский, М. Н. Покровский и Е. В. Тарле.

#### Ленинградская высшая партийная школа
Воссоздана в 1944 году как одногодичная партийная школа при Ленинградском областном и городском комитете ВКП(б) с размещением в Таврическом дворце.
В августе 1946 года преобразована в двухгодичную партийную школу при Ленинградском обкоме и горкоме ВКП(б).
В 1953 году преобразована в трёхгодичную партийную школу при Ленинградском обкоме КПСС.
С 1956 году учебное заведение получило название Ленинградская высшая партийная школа (ЛВПШ) с отделениями очным (2—4 года обучения), заочным и вечерним (3 года обучения). ЛВПШ ежегодно обучались и повышали квалификацию 6—8 тыс. партийных и советских работников, журналистов. В составе ЛВПШ находились кафедры: истории КПСС, философии, политической экономии, международного и рабочего движения, партийного строительства, государственного строительства и права, экономики и управления социально-экономическими процессами, журналистики, филологии и военная. 
2 октября 1990 года ЛВПШ преобразована в Ленинградский политологический институт в статусе «Высшее учебное заведение КПСС в системе Госкомитета СССР по народному образованию». Кафедра истории КПСС реорганизована в кафедру отечественной истории, кафедра международного движения — в кафедру мировой политики, кафедра  партийного строительства — в кафедру теории политических организаций, кафедра  журналистики — в кафедру средств массовой информации, прикладной социологии и социальной психологии, а также была вновь организована кафедра общей политологии и региональной политики. В вузе также имелось заочное отделение, лаборатории комплексных социальных исследований и информатики и вычислительной техники, факультет повышения квалификации и краткосрочные курсы повышения квалификации и учёный совет (с правом защиты докторских диссертаций).
16 декабря 1991 года был создан Северо-Западный кадровый центр. На его баланс были переданы основные и оборотные средства бывшего Ленинградского политологического института. 3 января 1992 года года Ленинградский политологический институт был ликвидирован Приказом Государственным управлением по подготовке кадров для государственной службы при Правительстве РФ № 29.

### Россия
8 июня 1992 г. в структуре вуза был учрежден Санкт-Петербургский институт государственного и муниципального управления, который возглавил первый заместитель директора Центра В. В. Чубинский-Надеждин. Институт имел несколько отделений, таких как отделения истории, философии и культурологии; филологии, лингвистики и документоведения; статистики, социологии и политологии; основных дисциплин управления и социальных дисциплин менеджмента.
В институт на 1992/1993 учебным годом были установлены контрольные цифры приема студентов по специальности на дневное отделение 300 (в т.ч. 100 - целевой набор), вечернее – 100, заочное – 200 человек.
С 1992/1993 учебного года вузу разрешено было начать подготовку бакалавров менеджмента, а с 17 сентября 1992 г. Северо-Западный кадровый центр получил статус государственного образовательного учреждения ВПО (высшего учебного заведения). 
В 1995 году кадровый центр преобразован в Северо-Западную академию государственной службы (СЗАГС).
В 2010 году СЗАГС на правах филиала была присоединена к Российской академии народного хозяйства и государственной службы при Президенте Российской Федерации и была переименована в Северо-Западный институт.

## Инфраструктура
Здания университета расположены в Василеостровском, Выборгском, Петроградском, Центральном, Фрунзенском районах Санкт-Петербурга. Также в распоряжении Института находятся библиотека, типография, студенческий клуб, спортивный зал, два общежития и расположенный в Курортном районе Санкт-Петербурга загородный оздоровительно-образовательный  центр «Академия».

## Структура
- Факультет среднего профессионального образования
- Факультет государственного и муниципального управления
- Факультет экономики и финансов
- Факультет безопасности и таможни
- Юридический факультет
- Факультет дополнительного профессионального образования «Высшая школа государственного управления»
- Факультет международных отношений и политических исследований
- Факультет социальных технологий

## Руководители
- Б. П. Позерн
- 1991—1993 Э. П. Теплов
- 1993—2002 В. В. Чубинский-Надеждин
- 2002—2004 В. А. Шамахов
- 2004—2011 А. С. Горшков
- 2011—2022 В. А. Шамахов
- 2022—по наст. вр. Хлутков А. Д.

## Награды
- Орден Ленина (1934)[11]
- Орден Октябрьской Революции (1983)[2]